# Розов Давид Аронович
Давид Аронович Розов (1902 - 1941) - радянський державний діяч.

## Біографія
Здобув вищу освіту. У 1926 році вступив до РКП(б). Був заступником наркома торгівлі СРСР. 28 березня 1940 року був заарештований за звинуваченням у участі в антирадянській організації. 28 жовтня 1941 року розстріляний у с. Барбиш під Куйбишевом. Там же була розстріляна його дружина Зінаїда Петрівна Розова-Єгорова (1902—1941), студентка Інституту іноземних мов. 15 жовтня 1955 постановою генерального прокурора СРСР посмертно реабілітований.

## Адреса
- Москва, вулиця Станкевича, будинок 16/4, квартира 25.[3]